# Idrissa Sanou
Pour les articles homonymes, voir Sanou.
Idrissa Sanou , né le 12 juin 1977, est un athlète burkinabé, spécialiste du 100 mètres. Actuellement, il est entraîneur au Stade Sottevillais 76.

## Biographie
Il remporte deux médailles sur 100 m lors des championnats d'Afrique d'athlétisme : le bronze en 2002 et l'argent en 2004. 

### Palmarès
| Date | Compétition                | Lieu        | Résultat | Épreuve   | temps     |
| ---- | -------------------------- | ----------- | -------- | --------- | --------- |
| 2002 | Championnats d'Afrique     | Radès       | 3e       | 100 m     | 10 s 16 w |
| 2002 | Coupe du monde des nations | Madrid      | 3e       | 4 x 100 m | 38 s 63   |
| 2003 | Jeux africains             | Abuja       | 8e       | 100 m     | 10 s 57   |
| 2004 | Championnats d'Afrique     | Brazzaville | 2e       | 100 m     | 10 s 37   |
| 2005 | Jeux de la Francophonie    | Niamey      | 1er      | 100 m     | 10 s 48   |
| 2005 | Jeux de la Francophonie    | Niamey      | 5e       | 4 x 100 m | 40 s 51   |
| 2006 | Championnats d'Afrique     | Bambous     | 7e       | 100 m     | 10 s 86   |
| 2007 | Jeux africains             | Alger       | 4e       | 100 m     | 10 s 39   |
| 2007 | Jeux africains             | Alger       | 7e       | 4 x 100 m | 40 s 17   |
| 2008 | Championnats d'Afrique     | Addis-Abeba | 4e       | 100 m     | 10 s 41   |
| 2009 | Jeux de la Francophonie    | Beyrouth    | 1er      | 4 x 100 m | 39 s 57   |

### Records
| Épreuve | Performance | Lieu          | Date            |
| ------- | ----------- | ------------- | --------------- |
| 100 m   | 10 s 14     | Saint-Étienne | 13 juillet 2002 |
| 200 m   | 20 s 76     | Bamako        | 6 avril 2005    |